# 岡米爾斯 (紐約州)
岡米爾斯（英語：Gang Mills）是位於美國紐約州斯托本縣的普查規定居民點。

## 人口
根據2020年美國人口普查的數據，岡米爾斯的面積為11.39平方千米，當中陸地面積為11.33平方千米，而水域面積為0.06平方千米。當地共有人口4261人，而人口密度為每平方千米374.1人。